# Didesmus
Didesmus es un género de fanerógamas perteneciente a la familia Brassicaceae.  Comprende 7 especies descritas y de estas, solo  2 aceptadas.

## Taxonomía
El género fue descrito por Nicaise Augustin Desvaux y publicado en J. Bot. Agric. 3: 160. 1815.

## Especies aceptadas
A continuación se brinda un listado de las especies del género Didesmus aceptadas hasta septiembre de 2013, ordenadas alfabéticamente. Para cada una se indica el nombre binomial seguido del autor, abreviado según las convenciones y usos.
- Didesmus aegyptius (L.) Desv.
- Didesmus bipinnatus (Desf.) DC.